# Gagea paedophila
Gagea paedophila är en liljeväxtart som beskrevs av Aleksei Ivanovich Vvedensky. Gagea paedophila ingår i Vårlökssläktet och i familjen liljeväxter. Inga underarter finns listade.